# Durchseuchung
Als Durchseuchung, auch Infektionsprävalenz genannt, bezeichnet man den Verbreitungsgrad einer endemischen Infektionskrankheit  in einer Population zu einem bestimmten Zeitpunkt. Dazu zählen auch die Fälle unter den ehemals erkrankten Individuen der Population, in denen die Anzeichen der Erkrankung nicht wahrgenommen oder mit der Erkrankung nicht in Verbindung gebracht wurden, beispielsweise als Ursache einer Fehlgeburt. Es ist auch von Krankheit zu Krankheit verschieden, ob eine vorübergehende oder dauerhafte Immunität erreicht wurde.
Bei Herpes-simplex-Virus 1 geht man bei Erwachsenen von einer Durchseuchung von weltweit 95 % aus. Beim Dreitagefieber geht man von über 95 % bis zum vollendeten 2. Lebensjahr aus. Die Durchseuchung mit Helicobacter liegt derzeit in Deutschland bei rund 40 % bei den über 40-Jährigen.
In der Zoologie ist die Durchseuchung von Tierarten insbesondere interessant, wenn die Krankheit auch auf den Menschen übertragbar ist. Zum Beispiel beträgt die Durchseuchung der Füchse mit dem Fuchsbandwurm in Bayern und Schwaben durchschnittlich 29 % bis 55 %, die Durchseuchung der Zecken mit Borrelien 5 bis 35 Prozent.